# James Newton Howard
James Newton Howard, född 9 juni 1951 i Los Angeles i Kalifornien, är en amerikansk filmkompositör. Howard har nominerats till nio Oscar.

## Filmmusik (i urval)
- 1986 – Tjejen som tog hem spelet
- 1987 – Promised Land
- 1989 – Värsta gänget
- 1990 – Pretty Woman
- 1990 – Dödlig puls
- 1990 – Dödsmärkt
- 1990 – Tre män och en liten tjej
- 1991 – Kung Ralph
- 1991 – Kärlekens val
- 1991 – Min tjej
- 1991 – Sommarmåne
- 1991 – Tidvattnets furste
- 1992 – Glengarry Glen Ross
- 1992 – Natten och staden
- 1993 – Alive
- 1993 – Falling Down
- 1993 – Dave
- 1993 – Jagad
- 1994 – Wyatt Earp
- 1994–2009 – Cityakuten (TV-serie)
- 1994 – Junior
- 1995 – I sanningens tjänst
- 1995 – Outbreak – i farozonen
- 1995 – French Kiss
- 1995 – Waterworld
- 1996 – Öga för öga
- 1996 – Den edsvurna
- 1996 – Primal Fear
- 1996 – En underbar dag
- 1996 – Space Jam
- 1997 – Dante's Peak
- 1997 – Liar Liar
- 1997 – Två pappor för mycket
- 1997 – Min bäste väns bröllop
- 1997 – Djävulens advokat
- 1997 – The Postman - budbäraren
- 1998 – Ett perfekt mord
- 1999 – Runaway Bride
- 1999 – Stir of Echoes
- 1999 – Sjätte sinnet
- 1999 – Snö faller på cederträden
- 2000 – Dinosaurier
- 2000 – Unbreakable
- 2000 – Vertical Limit
- 2001 – Atlantis – En försvunnen värld
- 2001 – America's Sweethearts
- 2002 – Signs
- 2002 – Vem sköt Victor Fox?
- 2002 – Skattkammarplaneten
- 2003 – Drömfångare
- 2003 – Peter Pan
- 2004 – Hidalgo
- 2004 – The Village
- 2004 – Collateral
- 2005 – Tolken
- 2005 – Batman Begins
- 2005 – King Kong
- 2006 – Lady in the Water
- 2006 – Familj på väg
- 2006 – Freedomland
- 2006 – Blood Diamond
- 2007 – The Lookout
- 2007 – Michael Clayton
- 2007 – I Am Legend
- 2007 – Charlie Wilson's War
- 2007 – Great Debaters
- 2008 – The Happening
- 2008 – Mad Money
- 2008 – The Dark Knight
- 2008 – Motstånd
- 2009 – En shopaholics bekännelser
- 2009 – Duplicity
- 2009 – It's Complicated
- 2010 – Nanny McPhee och den magiska skrällen
- 2010 – The Last Airbender
- 2010 – Salt
- 2010 – Love and Other Drugs
- 2010 – The Tourist
- 2011 – The Green Hornet
- 2011 – Water For Elephants
- 2011 – Det är aldrig för sent Larry Crowne
- 2011 – Gnomeo och Julia
- 2011 – Green Lantern
- 2012 – The Hunger Games
- 2012 – Snow White and the Huntsman
- 2012 – The Bourne Legacy
- 2013 – After Earth
- 2013 – The Hunger Games: Catching Fire
- 2014 – Maleficent
- 2014 – Nightcrawler
- 2014 – The Hunger Games: Mockingjay – Part 1
- 2015 – The Hunger Games: Mockingjay – Part 2
- 2016 – Fantastiska vidunder och var man hittar dem
- 2018 – Red Sparrow
- 2018 – Fantastiska vidunder: Grindelwalds brott
- 2021 – Raya och den sista draken
- 2021 – Jungle Cruise
- 2022 – Fantastiska vidunder: Dumbledores hemligheter
- 2023 – The Hunger Games: The Ballad of Songbirds & Snakes